# Елкхарт (Канзас)
Елкхарт (енгл. Elkhart) град је у америчкој савезној држави Канзас.

## Демографија
По попису из 2010. године број становника је 2.205, што је 28 (-1,3%) становника мање него 2000. године.
| Група             | 2000.         | 2010.         |
| Белци             | 1.863 (83,4%) | 1.641 (74,4%) |
| Афроамериканци    | 2 (0,1%)      | 3 (0,1%)      |
| Азијати           | 28 (1,3%)     | 55 (2,5%)     |
| Хиспаноамериканци | 299 (13,4%)   | 456 (20,7%)   |
| Укупно            | 2.233         | 2.205         |